# Натяжная камера
Натяжна́я ка́мера — часть конструкции станции метрополитена глубокого заложения — зал, соединяющий центральный зал станции, либо аванзал или промежуточный вестибюль с наклонным ходом. Располагается непосредственно перед наклонным ходом, под полом натяжной камеры находятся фундаменты и натяжители полотна эскалаторов. Конструкция натяжной камеры, расположенной непосредственно на оси центрального зала, обычно предусматривает наличие свода, обратного свода и несущих стен, отделяющих камеру от перегонных тоннелей; если натяжная камера отнесена в профиле от оси центрального зала, то она в большинстве случаев представляет собой тоннель круглого сечения. Диаметр натяжной камеры соответствует диаметру наклонного хода и, если камера находится на оси центрального зала, не может превысить расстояние между перегонными тоннелями, что является ограничением при сооружении наклонных ходов большого диаметра для размещения четырёх эскалаторов. В случае необходимости сооружения большого наклонного хода обычно сооружается аванзал выше (иногда по геологическим условиям — ниже) уровня станции, соединённый с центральным залом посредством лестниц.